# Gerhard Barkhorn

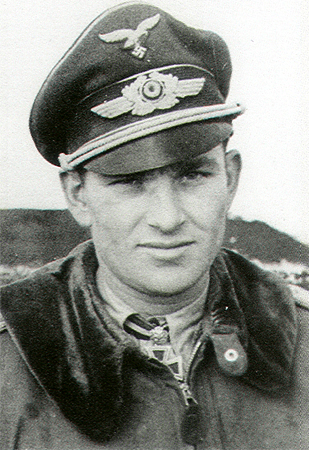
Gerhard Barkhorn, vor 1945

Gerhard Barkhorn (* 20. März 1919 in Königsberg; † 11. Januar 1983 bei Frechen) war während des Zweiten Weltkrieges deutscher Offizier und Jagdflieger der Luftwaffe. Mit 301 bestätigten Abschüssen bei 1104 Feindflügen ist er der zweiterfolgreichste Jagdflieger der Militärluftfahrt. Bei der Luftwaffe der Bundeswehr erreichte er den Dienstgrad Generalmajor.

## Leben

### Wehrmacht
Barkhorn meldete sich 1938 freiwillig zur Luftwaffe der Wehrmacht. Zu seinen Lehrmeistern gehörten die Piloten Heinz Schmidt (1920–1943) und Waldemar Smelka (1920–1942) sowie Franz Stigler, der Barkhorns Fähigkeiten als Pilot als miserabel einschätzte. Nach seiner Ausbildung wurde er zum Jagdgeschwader 2 abkommandiert. Dort nahm er als Jagdflieger im Zweiten Weltkrieg zunächst an Einsätzen gegen Großbritannien teil. In dieser Zeit hatte er keinen einzigen Abschuss, wurde aber zweimal von britischen Piloten getroffen. Barkhorn wurde einmal über dem Ärmelkanal abgeschossen, konnte sich aber mit dem Fallschirm retten. Im März 1940 wurde er kurz in die Heimat zurückbeordert, da sein Bruder gefallen war.
Als Oberleutnant wurde er im August 1940 zum Jagdgeschwader 52 versetzt, wo ihm dann am 2. Juli 1941 bei seinem 120. Feindflug der erste Abschuss gelang. 1942 wurde er Staffelkapitän. Am 23. August 1942 wurde Barkhorn nach dem 59. Abschuss das Ritterkreuz des Eisernen Kreuzes verliehen. Am 11. Januar 1943 bekam er für seinen 120. Abschuss zum Ritterkreuz das Eichenlaub verliehen. Im selben Jahr wurde er auch Gruppenkommandeur. Als Hauptmann erzielte er am 13. Februar 1944 den 250. Abschuss. Daraufhin verlieh Hitler ihm am 2. März 1944 die Schwerter zum Ritterkreuz. Im Sommer 1944 wurde er bei einem Angriff auf einen Verband russischer Bomber von einer sowjetischen Maschine abgeschossen und lag schwer verwundet vier Monate im Lazarett.
Im Januar 1945 übernahm er kurz die Führung über das Jagdgeschwader 6 „Horst Wessel“, bevor er zu dem von Adolf Galland geführten Jagdverband 44 stieß. Dort flog er bis Kriegsende die Messerschmitt Me 262. Am 21. April fiel bei einem Einsatz eines der Triebwerke aus und er musste zum Stützpunkt zurückkehren. Beim Landeanflug wurde er von mehreren amerikanischen Jägern attackiert, konnte zwar landen, aber nur unter MG-Beschuss seine Kanzel verlassen. Leicht verwundet entkam er der kritischen Situation. Gerhard Barkhorn erzielte von 1940 bis 1945 auf 1104 Feindflügen insgesamt 301 Abschüsse. Damit ist er nach Erich Hartmann der Pilot mit den meisten Luftsiegen. Er selbst wurde während des Krieges achtmal abgeschossen.
Im Mai 1945 geriet Gerhard Barkhorn in amerikanische Kriegsgefangenschaft, aus der er im September 1945 entlassen wurde. Im Anschluss an die Gefangenschaft arbeitete er zunächst bis 1949 als Hilfsarbeiter und ab Dezember 1949 bei einem Autohaus in Trier.

### Bundeswehr
Gerhard Barkhorn trat zum 1. Januar 1956 als Major in die Bundeswehr ein. Dort wurde er neben anderen Veteranen des Zweiten Weltkriegs wie Johannes Steinhoff, Günther Rall oder Erich Hartmann auf den neuen strahlgetriebenen Flugzeugen ausgebildet. Die Ausbildung fand in Großbritannien und in den USA, ab Januar 1957 auch in Deutschland statt. Barkhorn war vom 23. Oktober 1956 bis zum 30. November 1957 Staffelkapitän der 1. Staffel des Jagdbombergeschwader 31 „Boelcke“ und gleichzeitig Geschwaderkommandeur, wo er unter anderem die F-84F Thunderstreak flog. Dieses Kommando hatte er bis 1962 inne.
1964 wurde er zum Oberst befördert und Stabsoffizier beim Luftwaffen-Erprobungskommando. In dieser Zeit wurde er auch als Testpilot bei der Tripartite Evaluation Squadron im Vereinigten Königreich eingesetzt. Dabei testete er Senkrechtstarter-Prototypen und machte mit einem eine Bruchlandung, was er mit "302!" kommentiert haben soll. 1969 wurde er zum Brigadegeneral und vier Jahre darauf zum Generalmajor befördert. Schließlich wurde Barkhorn Chef des Stabes der 4. taktischen Luftflotte innerhalb der NATO-Streitkräfte Mitteleuropas und im Anschluss Chef des Stabes der 2. Alliierten Taktischen Luftflotte. Er ging 1975 in Pension, nachdem er sich eine Ernennung zum Inspekteur der Luftwaffe erhofft hatte, eine Position, für die jedoch 1971 Günther Rall und anschließend 1974 Gerhard Limberg ausgewählt worden waren.
Der dreifache Vater und seine Frau waren am 6. Januar 1983 am Autobahnkreuz Frechen bei Köln in einen schweren Verkehrsunfall verwickelt. Während Christine „Christl“ Barkhorn dabei sofort getötet wurde, überlebte ihr Mann noch mehrere Tage und starb am 11. Januar 1983. Das Ehepaar wurden auf einem Friedhof am Tegernsee begraben.

## Auszeichnungen
- Eisernes Kreuz (1939)
  - II. Klasse am 23. Oktober 1940
  - I. Klasse am 3. Dezember 1940
- Ehrenpokal für besondere Leistung im Luftkrieg
- Verwundetenabzeichen (1939) in Schwarz
- Deutsches Kreuz in Gold am 21. August 1942[6]
- Ritterkreuz des Eisernen Kreuzes mit Eichenlaub und Schwertern[6]
  - Ritterkreuz am 23. August 1942
  - Eichenlaub am 11. Januar 1943 (175. Verleihung)
  - Schwerter am 2. März 1944 (52. Verleihung)
- Frontflugspange für Jagdverbände in Gold mit Anhänger Einsatzzahl 1100
- Ärmelband Afrika